# Pawel Seliwjorstau
Pawel Wadsimawitsch Seliwjorstau (belarussisch Павел Вадзімавіч Селівёрстаў, international nach World-Athletics-Schreibweise Pavel Seliverstau; * 2. September 1996) ist ein belarussischer Hochspringer.

## Karriere
Pawel Seliwjorstau gelang bisher sowohl ein nationaler als auch ein internationaler Erfolg.
So sprang Seliwjorstau 2017 bei den belarussischen Hallenmeisterschaften in Mahiljou mit 2,25 m zum Sieg, ehe er nur rund zwei Wochen später bei den Halleneuropameisterschaften im serbischen Belgrad mit 2,27 m hinter dem erstplatzierten Polen Sylwester Bednarek (2,32 m) und Robert Grabarz aus Großbritannien (2,30 m) die Bronzemedaille erringen konnte.